# Синдром на Капгра
Синдромът на Капгра е психично заболяване, при което индивидът се заблуждава, мислейки си, че близък приятел, роднина или дори домашен любимец е заменен с идентично изглеждащ самозванец. Синдромът носи името на френския психолог Джоузеф Капграс (1873 – 1950).
Делюзията най-често се наблюдава при пациенти с диагноза параноична шизофрения, но също така и при хора, страдащи от мозъчна травма или деменция. Често се наблюдава при хора с невродегенеративни заболявания, особено в напреднала възраст. Съобщава се също за връзка между синдрома и заболяванията: диабет, хипотиреоидизъм и мигрена. В един от случаите синдромът е предизвикан при здрав пациент с помощта на кетамин. Появява се по-често при жените в съотношение от 3 към 2.

## Признаци и симптоми
Тези два случая са примери за делюзията на Капгра:
```
Госпожа Д, 74-годишна омъжена домакиня, изписана от местна болница след първото си постъпване, представена ни за второ мнение. По време на постъпването ѝ по-рано през годината, тя получава диагноза атипична 
психоза
, заради убеждението си, че съпруга ѝ е бил заменен от друг непознат мъж. Тя отказва да спи със самозванеца, заключва спалнята си през нощта, иска оръжие от сина си и влиза в сблъсък с полицията при опит да бъде вътворена в клиника. Понякога мисли, че мъжът ѝ всъщност е починалия ѝ баща. Тя лесно разпознава други членове на семейството и обърква единствено съпруга си.
-Пасер и Уарнок, 1991.
```

```
Даян е 28-годишна самотна майка, която преминава преглед и медицинска оценка преди да бъде изписана от психиатрична болница. Това е третото ѝ постъпване за последните пет години. Винаги срамежлива и самотна, Даян проявява първите симптоми на психоза на 23. След преглед от доктора ѝ, тя започва да се тревожи, че е била повредена вътрешно и че никога няма да може да забременее. Състоянието на пациента се подобрява с невролептично лечение, но се влошава след изписването, защото отказва да приема лекарства. При постъпването ѝ осем месеца по-късно, тя съобщава за мъж правещ точни копия на други хора и че има двама нейни двойници, един зъл и един добър. Диагнозата е шизофрения с Капгарска делюзия. Тя е разрошена и има плешиво петна на скалпа в резултат от самонараняване.
-Синкман, 2008.
```

## Причини
Общоприето е че делюзията на Капграс има комплексна и органична основа и може да бъде разбран по-добре чрез изучаване на невроатономичните травми свързани с него.
В една от пъвите публикации, предполагаща церебралната основа на делюзията, Александър, Стус и Бенсън отбелязват, че заболяването може да е свързано с комбинация от травма на фронталния лоб, причиняваща проблеми с фамилиарността, и травма на дясното полукълбо, причиняваща проблеми с визуалното разпознаване.
По-късно разкрития по отношение на причинителите на заболяването са постигнати в резултат на изследванията при пациенти с мозъчни травми, развили прозопагнозия. При това състояние пациентите не могат да разпознаят лица, въпреки че са способни да разпознаят други предмети.

## История
Синдромът на Капгра е кръстен на Джоузеф Капгра, френски психиатър, който първи описва заболяването в проучване от 1923 г.
Първоначално синдромът е смятан за чисто психиатрично заболяване, като делюзията за двойници е считана за симптом на шизофрения. Заболяването също е считано за изцяло женско, често представяно като симптом на истерия. Повечето от предложенията за причинителите на заболяването са психоаналитично. Днес синдромът на Капгра е смятан за неврологично заболяване, при което делюзията е основно в резултат на арганични мозъчни лезии или дегенерация.